# Afera pedofilska w szkole Gwangju Inhwa
Afera pedofilska w szkole Gwangju Inhwa – afera w szkole dla uczniów upośledzonych słuchowo, założonej w 1961 roku w mieście Gwangju w Korei Południowej.

## Historia
Zgodnie ze śledztwem z 2005 roku, sześciu nauczycieli, wraz z dyrektorem szkoły, dopuściło się molestowania seksualnego lub gwałtu na co najmniej dziewięciu głuchoniemych uczniach w latach 2000-2003.
Nowo zatrudniony nauczyciel zaalarmował grupy obrony praw człowieka w 2005, co stało się powodem zwolnienia go z pracy. Dziewięć ofiar ujawniło się, lecz przypuszczano, że było więcej ofiar, które zataiły przestępstwa ze strachu lub z powodu traumy. Policja rozpoczęła śledztwo po czterech miesiącach, dopiero po tym, gdy uczniowie opowiedzieli o zaszłych zdarzeniach w koreańskiej stacji telewizyjnej.
Po przerzucaniu sprawy tam i z powrotem przez zarząd miasta Gwangju oraz radę szkoły, uczniowie i ich rodzice zorganizowali trwający osiem miesięcy strajk okupacyjny przed ich budynkami, domagając się sprawiedliwości.
Czterech z sześciu przestępców otrzymało wyrok, zaś w stosunku do dwóch zrezygnowano z postawienia zarzutów ze względu na przedawnienie ich przestępstw. Lokalny sąd skazał dyrektora szkoły (syna założyciela szkoły) na pięć lat więzienia, czterech pozostałych otrzymało relatywnie ciężkie kary. Jednakże sąd apelacyjny obniżył początkową decyzję, ogłaszając wyrok w zawieszeniu oraz zasądzając 3 miliony wonów grzywny dyrektorowi szkoły i lżejsze wyroki dla pozostałych winnych. Pośród osadzonych, dwóch zostało wypuszczonych po spędzeniu mniej niż roku w więzieniu, po tym, jak sąd zawiesił ich karę. Czterech spośród sześciu nauczycieli zostało przywróconych na stanowiska w szkole.
Sprawa nie przyciągnęła zbyt dużej uwagi mediów w czasie rozpoczęcia procesu w 2005 roku, jednak w tym czasie aktywiści praw człowieka oraz ofiary skrytykowali niedostateczne działania prawne w stosunku do przestępców.
Wydarzenia zainspirowały powieściopisarkę Gong Ji-young do napisania w 2009 książki, która została zekranizowana w 2011 pod tytułem „The Crucible” (Hangul: 도가니; RR: Dogani; również znany jako Silenced). Przedstawiają przemoc zarówno seksualną jak i fizyczną w stosunku do nieletnich, skorumpowany przewód sądowy, przekupstwo oraz Jeon-gwan ye-u (niepisana zasada w południowokoreańskim systemie prawnym, gdzie emerytowani sędziowie oraz publiczni prokuratorzy, którzy dopiero stają się prywatnymi prawnikami, są specjalnie traktowani przez ich byłych kolegów z pracy). Film stał się hitem, przyciągając 4,7 miliona widzów, co równa się prawie jednej dziesiątej populacji Korei Południowej, a pośród nich znalazł się również ówczesny prezydent Lee Myung-bak.
Reagując na krytykę pobłażliwości, sędzia Sądu Najwyższego Gwangju Jang Jung-hee powiedział „sąd nie mógł dać im surowej kary, ponieważ ofiary wycofały zarzuty przeciw przestępcom”. Silne protesty publiczne spowodowały wznowienie sprawy przez  policję i ponowne przeprowadzenie dochodzenia.
Jeden ze świadków, 71-letnia była nauczycielka Kim Yeong-il, twierdziła, iż została pobita i zmuszona do rezygnacji w roku 1968 przez dyrektora szkoły oraz jego brata, wicedyrektora, po tym jak Kim odkryła, że dwójkę dzieci pobito oraz zagłodzono na śmierć, a następnie w sekrecie pochowano w 1964.
Inny absolwent zeznał, że syn przewodniczącego szkolnej rady dyrektorów zmusił dwie uczennice do rozebrania się i narysowania swoich nagich portretów w 1975, dodając, iż sprawca uczył wtedy sztuki w innej szkole w mieście.
Po dwóch miesiącach od wypuszczenia filmu do kin i wynikających z niego kontrowersji, Gwangju zamknęło szkołę w listopadzie 2011 roku.
Kilku nauczycieli przyznało się do przedstawionych zarzutów molestowania seksualnego, włączając w to 63-letniego byłego administratora szkoły, który w lipcu 2012 został skazany przez Sąd Okręgowy Gwangju na 12 lat więzienia za napaść seksualną na 18-letnią uczennicę w kwietniu 2005.
Z powodu powszechnych protestów oraz rosnącej presji na polityków południowokoreański parlament jednogłośnie uchwalił w październiku 2011 „ustawę Dogani”, która likwidowała przedawnienie przestępstw na tle seksualnym, dokonanych na dzieciach poniżej 13 roku życia oraz niepełnosprawnych kobietach; ustawa zwiększyła też maksymalną karę do dożywotniego pobytu w więzieniu.
Mimo to, wielu członków organizacji obrony praw człowieka, którzy długo promowali sprawę dobra społecznego niepełnosprawnych, stwierdziło, że gwałtowna reakcja społeczeństwa powinna doprowadzić do głębszych, długoterminowych rozwiązań, blokujących powszechnie występujące naruszenia praw człowieka wobec niepełnosprawnych.